# Jean-Paul Akayesu
Jean-Paul Akayesu (né en 1953) est un ancien enseignant rwandais impliqué dans le génocide au Rwanda. 

## Biographie
Bourgmestre dans la commune de Taba, il est enseignant et inspecteur des écoles lorsqu'il entre dans le Mouvement démocratique républicain dont il devient le directeur dans sa région.
Marié et père de cinq enfants, sa participation au meurtre de 2 000 Tutsis à Taba, dont plusieurs femmes victimes de mutilations sexuelles, a été reconnue par le tribunal qui l'a jugé. Il a collaboré avec les forces policières à la planification et au déroulement des tueries et a lui-même ordonné des assassinats.
Arrêté à Lusaka en 1995, il est condamné le 2 septembre 1998 à une peine de prison à vie par le Tribunal pénal international pour le Rwanda, qui le déclare coupable de génocide,.